# I. Viktor Emánuel szárd–piemonti király
I. Viktor Emánuel (olaszul: Vittorio Emanuele I di Savoia); (Torinó; 1759. július 24. – Moncalieri, 1824. január 10.), a Savoyai-ház tagja, Savoya, Piemont és Aosta hercege, 1802–1821-ig szárd–piemonti király. Neve piemonti nyelvjárásban Vitòrio Emanuel.

## Élete

### Származása, testvérei
Viktor Emánuel savoyai herceg 1759-ben született Torinóban, a Szárd–Piemonti Királyság fővárosában. Édesapja a Savoyai-házból való III. Viktor Amadé szárd–piemonti király, Savoya hercege (1726–1796) volt, III. Károly Emánuel szárd–piemonti király és Polixénia Krisztina hessen–rheinfels–rottenburgi tartománygrófnő (Landgräfin, 1706–1735) fia.
Édesanyja a Bourbon-házból való Mária Antonietta spanyol infánsnő (1729–1785) volt, V. Fülöp spanyol király és Farnese Erzsébet (Izabella) parmai hercegnő leánya.
A szülők 12 gyermekéből kilencen érték meg a felnőttkort. Az öt túlélő fivérből hárman követték apjukat a szárd–piemonti királyi trónon. Két nővérükből francia királyné lett, apjuk két francia királyhoz – ugyancsak két fivérhez – adta őket feleségül:
1. Károly Emánuel herceg (1751–1819), 1796–1802-ig IV. Károly Emánuel néven Savoya uralkodó hercege, szárd–piemonti király, aki a Bourbon-házból való Klotild francia királyi hercegnőt, XVI. Lajos, XVIII. Lajos és X. Károly királyok húgát vette feleségül.
2. Mária Erzsébet Sarolta (Carlota) hercegnő (1752–1755), kisgyermekként meghalt.
3. Mária Jozefina Lujza hercegnő (1753–1810), aki XVIII. Lajos francia királyhoz ment feleségül.
4. Amadé Sándor (1754–1755), Montferrat hercege, kisgyermekként meghalt.
5. Mária Terézia (1756–1805), aki X. Károly francia királyhoz ment feleségül.
6. Mária Anna (1757–1824), aki nagybátyjához, Savoyai Benedek herceghez, Chablais hercegéhez (1741–1808) ment feleségül.
7. Viktor Emánuel (1759–1824), 1802–1821-ig szárd–piemonti király. Habsburg–Estei Mária Terézia Johanna főhercegnőt vette feleségül.
8. Mária Krisztina Jozefina (1760–1768), Szardínia hercegnője, gyermekkorban meghalt.
9. Móric József Mária (1762–1799), Montferrat hercege.
10. Mária Karolina Antonietta hercegnő (1764–1782), aki I. Antal szász királyhoz ment férjhez.
11. Károly Félix (1765–1831), 1821–1831-ig szárd–piemonti király, aki Mária Krisztina Amália nápoly–szicíliai királyi hercegnőt (1779–1849), I. Ferdinánd király és Mária Karolina Lujza főhercegnő leányát vette feleségül.
12. József Benedek (Giuseppe Benedetto, 1766-1802), Maurienne és Asti hercege.

### Ifjúkora
1780-tól Aosta hercegének címét viselte. 1792-ben Rivoli márkijává, 1793-ban Pianezza márkijává emelték.
Apja, III. Viktor Amadé király szembekerült a forradalmi Franciaországgal. A király a forradalmak esküdt ellensége volt, hiszen vejei francia királyok voltak. Országát megnyitotta a royalista emigránsok számára, nem ismerte le a Francia Köztársaságot, nem fogadta annak új nagykövetét. 1792. szeptember 21–22-én a francia Alpesi Hadsereg, Montesquiou tábornok parancsnoksága alatt elfoglalta Savoyát. 1794-ben francia segítséggel Szardínián köztársaság-párti felkelés tört ki, de a királyi csapatok 1796-ra felülkerekedtek és kegyetlenül megtorolták a lázadást.
A napóleoni háborúk során a Szárd–Piemonti Királyság csatlakozott a Franciaország elleni első koalícióhoz (1792–1797). A piemonti királyi hadsereg főparancsnokává Viktor Emánuel herceget nevezték ki. 1796 márciusában és áprilisában a Piemontban felvonult osztrák császári erők és a Lacoste tábornok által vezetett piemonti csapatok sorozatos vereségeket szenvedtek Bonaparte tábornoktól. A királyi csapatok fegyverszünetet kértek, az egyezményt április 28-án a piemonti Cherascóban írták alá. Át kellett engedniük Franciaországnak Nizza és Savoya egész területét, és több piemonti várost is. A május 15-én aláírt párizsi béke ezt a helyzetet véglegesítette. Az idős III. Viktor Amadé király csak néhány hónappal élte túl a megaláztatást, 1796 októberében meghalt, trónját legidősebb fia örökölte, IV. Károly Emánuel királyként. Öccse, Viktor Emánuel trónörökös herceggé lépett elő.

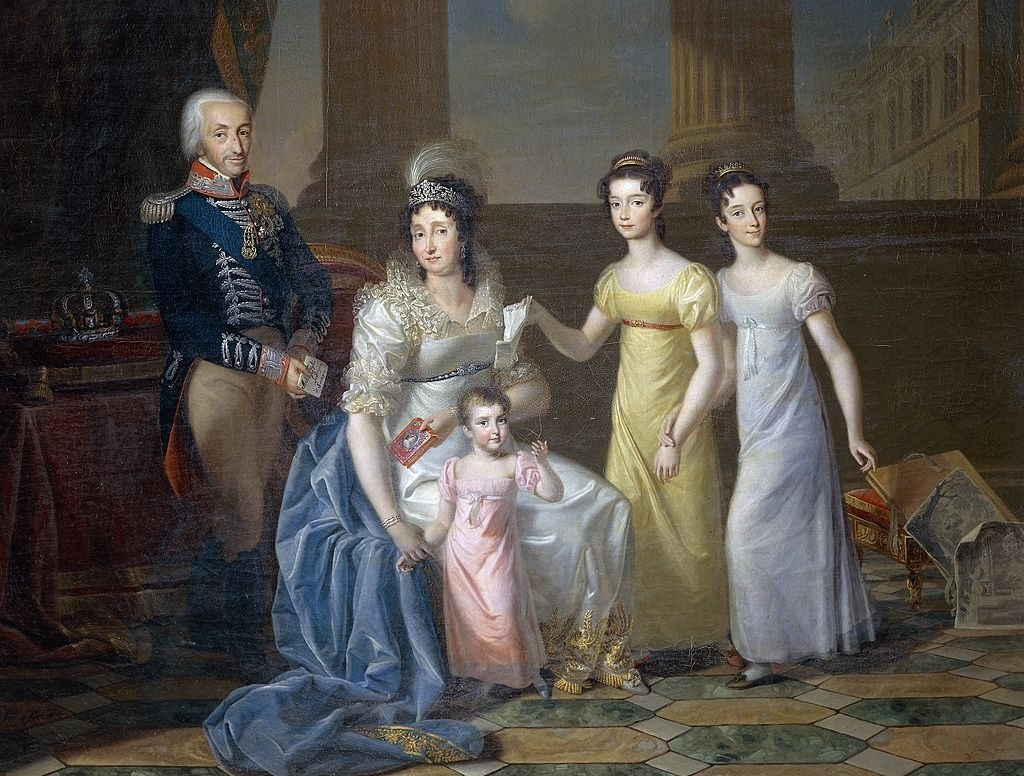
Viktor Emánuel király feleségével, Mária Terézia Johanna királynéval és ifjabb leányaival, Mária Teréziával, Mária Anna Karolina Piával és Mária Krisztinával (1820 körül).

### Házassága, utódai
Viktor Emánuel a francia forradalom előtt néhány hónappal, 1789. április 21-én Torinóban feleségül vette Habsburg–Estei Mária Terézia Johanna főhercegnőt (1773–1832), Ferdinánd Károly Antal osztrák főherceg és Estei Mária Beatrix modenai hercegnő leányát. Házasságukból hét gyermekek született, négyen érték meg a felnőttkort, címzésük szerint szárd–piemonti királyi hercegek és hercegnők:
1. Mária Beatrix Viktória (1792–1840), aki saját anyai nagybátyjához, IV. Ferenc modenai herceghez (1779–1846), Ferdinánd Károly Antal főherceg fiához.
2. Mária Adelheid Klotild (1794–1802), kisgyermekként meghalt.
3. Károly Emánuel (1796–1799), Vercelli grófja, kisgyermekként meghalt himlőben.
4. Leánygyermek (1800-1801), alig 20 naposan halt meg.
5. Mária Terézia (1803–1879), aki a Bourbon-házból való Károly Lajoshoz, Parma és Lucca hercegéhez, az Etruriai Királyság utolsó uralkodójához ment feleségül.
6. Mária Anna Karolina Pia (1803–1884), aki Ferdinánd osztrák császárhoz, magyar és cseh királyhoz ment férjhez.
7. Mária Krisztina (1812–1836), aki II. Ferdinánd nápoly–szicíliai király (1810–1859) felesége lett.

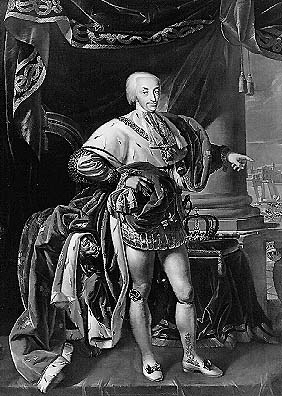
I. Viktor Emánuel szárd–piemonti király

### A csonka ország királya
1802-ben bátyja, IV. Károly Emánuel váratlanul megözvegyült, ennek hatására lemondott és kolostorba vonult. (Savoya hercegének címét továbbra is megtartotta). A szárd királyi trónt az öröklés rendjében következő öccse, Viktor Emánuel foglalta el. épett. A Szárd–Piemonti Királyság területe ekkor már csak Szardínia szigetére korlátozódott, a kontinensen fekvő területeit a I. Napóleon francia császár tartotta megszállva. 1806-ban Viktor Emánuel Cagliariba helyezte át uralkodói székhelyét.

### Azancien régimehelyreállítása
Napóleon bukása, 1814 után Viktor Emánuel visszakapta korábbi birtokait, Piemont és Savoya hercegségeket. Királysága területének helyreállása után erősen konzervatív politikát folytatott, megvalósította a francia forradalom előtti királyságok merev, abszolutisztikus uralkodói hatalomkoncentrációját. Kérlelhetetlenül gyűlölte „az ősök hitének árulóit”, a francia forradalmárok és Napóleon újításait.
Alighogy visszatért Torinóba, nyomban (1814. május 14-én) ediktumot (királyi rendeletet) adott ki, amelyben eltörölt minden törvényt, amit az 1770-es alkotmányozás óta hoztak. Felülbíráltatott minden bírósági döntést, helyreállította a 19. századi ancien régime-re jellemző politikai intézményeket, a jobbágyságot, a kasztrendszert. Ismét kinevezte a régi királyi tisztségviselőket, visszaadta nekik korábbi kiváltságaikat. Ismét bevezette a dézsma (dîme) intézményét és a főnemesség javadalmazásának majorátusi rendszerét. A nemeseknek kiváltságos helyet biztosított a hadsereg tisztikarában. Helyreállította a feudális előjogokat, a jobbágyok utáni földesúri öröklés jogát (mainmorte), és az egyházi cenzúrát.
Kemény kézzel igyekezett elejét venni mindenféle demokratikus és liberális próbálkozásnak. A bécsi kongresszus azzal honorálta uralkodói működését, hogy 1815-ben a Szárd–Piemonti Királysághoz csatolta a korábbi Genovai Köztársaság területét is.
A királyi hatalmat „elbitorló” Napóleonnal szembeni gyűlölete odáig vitte, hogy leromboltatta Savoyát és Piemontot összekötő, a Mont Cenis hegyvidéken átvezető alpesi utat és a Pó folyó hídját, mivel ezeket Eugène de Beauharnais marsall, az itáliai francia alkirály, Napóleon császár fogadott fia építtette.
1819-ben bátyja, a visszavonult Károly Emánuel elhunyt. I. Viktor Emánuel örökölte Savoya hercegének címét is.

### Lemondásának körülményei
A feudális viszonyok erőszakos helyreállítása elégedetlenséget szült a polgárság körében, az uralkodó személye gyűlöletessé vált népe szemében. Egymást érték a király elleni szervezkedések, erősödött a karbonári mozgalom. A helyzet 1820-ra annyira kiéleződött, hogy küszöbön állt a karbonárik kiterjedt felkelése. Viktor Emánuel meghátrálásra kényszerült, és 1821. március 13-án lemondott a Szárd–Piemonti Királyság trónjáról öccse, Károly Félix herceg javára. (Savoya uralkodó hercegi címét azonban haláláig megtartotta). A lemondás időpontjában Károly Félix nem tartózkodott az országban, ezért ideiglenesen Viktor Emánuel liberálisabb szellemű unokaöccsát, a Savoya–Carignani ágból származó Károly Albert herceget nevezte ki régensnek, aki azonnal liberális intézkedéseket tett, új alkotmányt bocsátott ki. Néhány nappal később Károly Félix herceg egy osztrák császári hadsereg élén visszatért. Megsemmisítette Károly Albert minden intézkedését, őt magát Spanyolországba küldte, a lázadást az osztrák haderőre támaszkodva elfojtotta.

### A műgyűjtő
1824-ben I. Viktor Emánuel, Savoya hercege, az egyiptológus Champollion tanácsára a kairói francia konzultól, Bernardino Drovettitől megvásárolta egyiptomi szobor- és régiséggyűjteményét, amit Drovetti 1802 óta halmozott fel. 1818-ban a konzul már megpróbálta eladni gyűjteményét a Louvre múzeuma számára, de XVIII. Lajos túl magasnak találta az árát, és elutasította Drovettit, aki ezután Savoya és Piemont hercegének adta el régiségeit. A herceg Torinóban megalapította a gyűjteménynek máig otthont adó Egyiptomi Múzeumot.
1824-ben hunyt el, 65 éves korában. A torinói Superga Bazilika (Basilica di Superga) kriptájában temették el. Özvegye, Mária Terézia királyné nyolc évvel élte túl férjét.

### Kapcsolata a Stuartokkal
I. Viktor Emánuel a Stuartok leszármazottja volt. Az angol jakobiták őt ismerték el I. Viktor néven Nagy-Britannia és Írország Egyesült Királysága, és a Francia Királyság törvényes uralkodójának.
Viktor Emánuel azonban sohasem jelentette be hivatalos trónigényét a királyi trónusokra. 1824-ben bekövetkezett halála után legidősebb leányát, Mária Beatrix Viktória hercegnőt, a modenai hercegnét ismerték el Nagy-Britannia Egyesült Királysága és Írország törvényes uralkodójának, III. Mária, Anglia és Írország királynője, és II. Mária, Skócia királynője néven (Mary III Queen of England and Ireland, Mary II Queen of Scotland), azaz a brit királyi trón jogos várományosának.

## Külső hivatkozások
- http://cronologia.leonardo.it/savoia/bio36.htm Archiválva 2007. június 30-i dátummal a Wayback Machine-ben I. Viktor Emánuel részletes élettörténete.
- http://cronologia.leonardo.it/storia/biografie/reitalia.htm Archiválva 2007. február 5-i dátummal a Wayback Machine-ben A Savoyai-ház tagjai.
- http://www.sitos.regione.sardegna.it/nur_on_line/indexnur.htm Szardínia története.
- http://www.jacobite.ca/kings/victor.htm A brit jakobiták honlapján: „Viktor angol király”.

| Előző uralkodó: IV. Károly Emánuel | Szárd–piemonti király 1802 – 1821 Savoyai-ház | Következő uralkodó: Károly Félix |

| Előző uralkodó: IV. Károly Emánuel herceg | Savoya uralkodó hercege 1819 – 1824 Savoyai-ház | Következő uralkodó: Károly Félix herceg |